# 新興古典經濟學派
第二代新古典主义经济学也被译为第二代新古典主義經濟學、第二代新古典派經濟學，也被称为新興古典總體經濟學派（英語：New classical macroeconomics），是宏觀經濟學派之一。它于1970年代形成，是第一代新古典主义经济学的後繼者。它強調總體經濟學必須立足於個體經濟學的基礎，主張理性預期，主要的理論競爭對手為新興凱恩斯學派。

## 歷史
在經濟大蕭條後，因羅斯福新政的成功，新凱恩斯學派成為經濟學界的主流。1970年代，停滯性通貨膨脹的出現，使第一代新凯恩斯主义经济学遭受質疑。米爾頓·佛利民建立的貨幣學派，以及小罗伯特·卢卡斯建立的理性預期假說，讓古典經濟學派重回經濟學舞台，新興古典經濟學派得以产生。支持新興古典經濟學派的大學，被稱為淡水學派，它与支持凱恩斯主義的鹽水學派成為主流經濟學的兩大骨幹。
第二代新古典主义经济学的理论框架由动态分析、理性预期假说和自然失业率假说组成，因此最初被稱為理性预期学派（英語：Rational Expectation School）。该学派主张市场经济能自动解决失业、不景气等问题，而政府主导的稳定政策没有任何效果。在失业和通货膨胀的两难问题不仅在长期，短期也不存在这一点上，与货币主义不同。

## 主要代表人物
- 小罗伯特·卢卡斯（Robert E. Lucas Jr.）
- 羅伯特·巴羅（Robert J. Barro）
- 托瑪斯·薩金特（Thomas J. Sargent）
- 杨小凯（Xiaokai Yang）

## 備註
目前在台灣與中國大陆，“Neoclassical economics”与“New classical economics”的翻译方式并不相同。
- 在中国大陆，翻译方式如下
  - 对应于早期的，称「第一代新古典主義經濟學」（Neoclassical economics）。
  - 对应于始于1970年代的，称「第二代新古典主義經濟學」（New Classical economics）。
- 至於台灣，則有各自對應的翻譯名稱。
  - 對應於早期的，稱「新古典經濟學派」（Neoclassical economics）。
  - 對應於始於20世紀70年代的，稱「新興古典經濟學派」（（New Classical economics）。